# Nossivka
Nossivka (en ukrainien : Носівка) ou Nossovka (en russe : Носовка) est une ville de l'oblast de Tchernihiv, en Ukraine. Sa population s'élevait à 12 543 habitants en 2023.

## Géographie
Nossivka est située à 66 km au sud-est de Tchernihiv.

## Histoire
La ville est mentionnée pour la première fois en 1147 sous le nom de Nossiv na Roudi. En 1960, elle obtient le statut de ville.

## Population
Recensements (*) ou estimations de la population :
| 1959*  | 1970*  | 1979*  | 1989*  | 2001*  |
| ------ | ------ | ------ | ------ | ------ |
| 16 068 | 19 430 | 18 797 | 18 257 | 15 966 |

| 2010   | 2011   | 2012   | 2013   | 2014   |
| ------ | ------ | ------ | ------ | ------ |
| 14 278 | 14 185 | 14 120 | 14 077 | 14 007 |

## Personnalités liées à la ville
Personnalités nées à Nossivka :
- Roman Roudenko (1907-1981), procureur général de l'Union soviétique ;
- Victoria Spartz (née en 1978), femme politique américaine d'origine ukrainienne.